# Stichting Lettergieten
Museum Stichting Lettergieten 1983 te Westzaan is een museum voor boekdruktechniek, in het bijzonder het als vanouds vervaardigen en zetten van loden letters.

## Collectie
Het museum laat het procedé zien waarbij loden letters worden gegoten met onder andere Monotype machines. Ze bezit een collectie machines zoals grootcorps-gietmachines, proefpersen en alle materialen die erbij nodig waren. Daarnaast heeft het een uitgebreide verzameling matrijzen van beroemde lettertypen (Garamond, Baskerville, Bembo, Bodoni, Gill Sans Serif, Perpetua, Times New Roman) en ornamenten.

## Geschiedenis
De boekdruktechniek is vooral in de zestiger en zeventiger jaren van de vorige eeuw veranderd naar met name digitale technologieën, en daarmee verdween geleidelijk het ambachtelijke handwerk en machinewerk. Loden letters en ornamenten worden tegenwoordig niet meer commercieel vervaardigd, enkel ter demonstratie over de geschiedenis ervan, zoals in dit museum.
Op 12 december 1983 werd een stichting opgericht. In 1986 vestigde de stichting zich in een voormalig schoolgebouw en werd in 1999 officieel de status Museum Lettergieten gegeven.